# Christian Archibald Herter
Christian Archibald Herter (Parigi, 28 marzo 1895 – Washington, 30 dicembre 1966) è stato un politico e statistico statunitense, segretario di Stato degli Stati Uniti durante la presidenza Eisenhower dal 1959 al 1961.

## Biografia
I suoi genitori furono Albert Herter e Adele McGinnis; dopo aver inizialmente studiato a Parigi (1901-1904) si trasferì a New York dove continuò gli studi nella Browning School (1904-1911), laureandosi quindi all'Università di Harvard nel 1915.
Massone, fu membro della Gran Loggia del Massachusetts.